# Krali Marko, Pazardjik
Krali Marko (în bulgară Крали Марко) este un sat în comuna Pazardjik, regiunea Pazardjik,  Bulgaria. 

## Demografie
Componența etnică a satului Krali Marko
     Bulgari (97,89%)
     Nicio identificare (2,1%)
     Altele (0%)
La recensământul din 2011, populația satului Krali Marko era de 190 locuitori. Din punct de vedere etnic, majoritatea locuitorilor (97,89%) erau bulgari. Pentru 2,1% din locuitori nu este cunoscută apartenența etnică.